# Никола Илиев (политик)
Вижте пояснителната страница за други личности с името Никола Илиев.
Никола Илиев Динев е деец на БРСДП (т.с.) и БКП, кмет на Ловеч.

## Биография
Никола Илиев е роден на 22 юни 1877 г. в с. Гложене, Ловешко. Семейството му се преселва в гр. Ловеч (1880). Завършва Средното земеделско училище в с. Садово. Работи като начален учител в с. Гозница. Тук среща Милица, дъщерята на Васил Йонков. От брака си имат три деца.
Активен деец на учителското професионално движение и създател на учителска социалдемократическа група в гр. Ловеч (1905). Учетел в с. Продимчец, с. Скобелево, с. Летница, гр. Ловеч, с. Угърчин и др. Придобива квалификация на гимназиален учител. Работи в Белослатинската гимназия. По време на изборите за Народно събрание през 1914 г. се запознава с Георги Димитров. Арестуван за предизборна агитация, понижен и преместен като начален учител в с. Трънково.
Участва като мобилизиран войник в Първата световна война. След края на войната е учител в Основно училище „Йосиф I“ (Ловеч). През 1920 г. БКП печели общинските избори в град Ловеч. Избран е за кмет. В условията на следвоенна криза провежда активна социална политика. Управлението му е известно като Ловешка комуна. Разтурена е от правителството на Александър Стамболийски през 1921 г.
Премества се да живее в София. Тук е секретар на Съюза на държавните и общинските служители. След преврата на 9 юни 1923 г. и по време на Априлски събития в България (1925) е арестуван и интерниран в родното си село. Завръща се в гр. София пред 1926 г. Работи като застрахователен инспектор в дружество „Балкан“, отговорен редактор на в-к „Новини“. Член на Централния комитет на Работническата партия (1927). Арестуван и без присъда е изпратен в Софийския централен затвор. Тук умира на 21 май 1928 г.